# Parque Estadual da Serra do Conduru
O Parque Estadual da Serra do Conduru (PESC) é um parque estadual localizado no sul do estado da Bahia que abrange atualmente uma área de 9 275 hectares (92,75 quilômetros quadrados), dos municípios de Ilhéus (0,8%), Uruçuca (2%) e Itacaré (5,3%), inseridos na Região hidrográfica do Atlântico Leste.
O nome do parque é uma homenagem a árvore conduru (Brosimum rubescens), caracterizada pela sua madeira de cor vermelha e de grande valor que é encontrada nas florestas ombrófila do Sul da Bahia. Como a região apresenta um relevo ondulado e com algumas fortes elevações semelhantes a uma serra, a unidade de conservação foi então batizada como Parque Estadual da Serra do Conduru.
É reconhecido internacionalmente por apresentar uma das maiores biodiversidades do planeta, além de um grande número de espécies endêmicas. No local, também existem diversas atrações abertas para visitação como: Trilha Interpretativa circular, o Mirante Pequeno, o Mirante da Mata da Torre, a Cachoeira da Mata, Rio Tijuípe e Rio Água Vermelha.
Nas imediações do PESC existem reservas particulares do patrimônio natural (RPPNS) como a Fazenda Capitão e a Reserva Ecológica Rio Capitão que juntas formam um complexo de mais de 1,3 mil hectares protegidos em terras privadas que formam uma espécie de trincheira natural contra a destruição da borda do Parque Estadual da Serra do Conduru, além de contribuem para a formação de um corredor ecológico entre o parque e o Rio de Contas.

## Histórico
Em 1993, o Jardim Botânico de Nova York e o Herbário da Comissão Executiva de Planejamento da Lavoura Cacaueira (CEPLAC), iniciaram um projeto chamado "Mata Atlântica Nordeste" em razão de estudos feitos em uma propriedade rural de Serra Grande que constataram a rica biodiversidade ali existente.
Em 1996, a Conservação Internacional do Brasil, a Fundação SOS Mata Atlântica e o Instituto de Estudos Socioambientais do Sul da Bahia (IESB), foram as entidades mais ativas na defesa desta Unidade de Conservação, iniciando o diálogo com o Banco Interamericano de Desenvolvimento (BID), e o Estado da Bahia, através do Programa de Desenvolvimento do Turismo no Nordeste (PRODETUR/NE), resultando na formalização do decreto de criação, em 1997.
Visando a conservação da Mata Atlântica, foi criado em 1997, originalmente com uma área de 7.000 hectares. Em 2003 seus limites foram redefinidos e a área foi ampliada para 9.275 hectares.
Em 1998 foi inaugurada o trecho Ilhéus/Itacaré da rodovia BA-001, ocasião em que foram iniciados os estudos para regularização fundiária e o fechamento de serrarias no Sul da Bahia, que ameaçavam fortemente as centenárias árvores desta região, e de toda a zona cacaueira.
Entre 2004 e 2006, as ações de regularização fundiária foram retomadas e em 5 de novembro de 2010, foi realizada a reunião que definiu a composição do Conselho Gestor do Parque Estadual da Serra do Conduru para a gestão 2011-2012.  Em 2011, o parque alcançou 52% de regularização fundiária, mas em sua globalidade continua vulnerável, sem a necessária infraestrutura de proteção e de uso público.

## Geografia

### Solos
Na área do parque e adjacências são encontradas diversas classes de solos distribuídos geograficamente da seguinte forma: nas partes mais baixas, observa-se a ocorrência de Neossolos Quartzarênicos (antigas Areias Quartzosas), afloramento de rochas, solos indiscriminados de mangue e Neossolos Flúvicos (antigos solos Aluviais). Nas elevações encontram-se os Argissolos Vermelho-Amarelo, Latossolos Vermelho-Amarelo com diferentes concentrações de ferro. Os Neossolos Quartzarênicos localizam-se em frente às praias onde as marés não mais as recobrem e sustentam uma vegetação de restinga de grande porte. Os solos indiscriminados de mangue situam-se, principalmente, próximo à desembocadura dos rios, onde, chegam a formar ilhas, encontram-se totalmente cobertos pela vegetação natural de mangue e servem de habitat para vários crustáceos. Os Neossolos Flúvicos ocorrem principalmente às margens do rio de Contas, geralmente cultivados com cacau. Nas partes mais elevadas da paisagem observa-se a ocorrência dos Argissolos e Latossolos com baixos teores de ferro que são originados principalmente do material do Grupo Barreiras ocupando a porção da paisagem que vai de plano ao suave ondulado. Os Latossolos com teores mais elevados de ferro têm influência, ou são originados das rochas granulíticas que formam o Complexo Cristalino, compondo um relevo forte ondulado a montanhoso, bastante dissecado, onde os rios estão encaixados em vales profundos e estreitos em forma de “V".

## Fauna e flora
Em trabalhos desenvolvidos na região do PESC, durante o projeto "Corredor no sul da Bahia" (1999/2002), foram identificadas, no mínimo, 45 espécies de anfíbios com representantes endêmicos de Mata Atlântica, ameaçados de extinção, raros e de distribuição restrita, destacam-se as espécies: a perereca-verde (Hylomantis aspera), rãzinha-da-mata (Eleutherodactylus bilineatus), (Cycloramphus migueli) e perereca-verde (Hyla sibilata). Dentre as aves, foram registradas 175 espécies, sendo 27 endêmicas e seis ameaçadas, com destaque para: mutum-do-sudeste (Crax blumenbachii), papagaio chauá (Amazona rhodocorytha) e periquito (Pyrrhura cruentata). Dentre os mamíferos, foram registradas 9 espécies de pequenos mamíferos e 30 de mamíferos de médio e grande porte, destacando-se as espécies: mico-leão-da-cara-dourada (Leontopithecus chrysomelas), macaco-prego-do-peito-amarelo (Cebus xanthosternos), suçuarana (Puma concolor), jaguatirica (Leopardus pardalis) e guigó (Callicebus melanochir).
O PESC é também um centro de diversidade de inúmeras espécies vegetais, destacando-se as pertencentes às famílias Annonaceae (gêneros Duguetia e Hornschuchia), Araceae, Arecaceae (gêneros Bactris e Geonoma), diversos gêneros de Bromeliaceae, Burseraceae, Chrysobalanaceae, Erythroxylaceae, Fabaceae (gêneros Inga e Swartzia), Malpighiaceae (gêneros Heteropterys e Stigmaphyllon), Malvaceae (gênero Pavonia), Myrtaceae, Poaceae (Anomochloideae, Bambusoideae), Rutaceae (Galipeineae) e Sapotaceae (Manilkara).